# Бати, Лука
Лука Бати (итал. Luca Bati; 1546, Флоренция — 17 октября 1608, Флоренция) — итальянский композитор конца эпохи Ренессанса и начала барокко, музыкальный педагог.

## Биография
Ученик каноника Базилики Сан-Лоренцо (Флоренция) композитора Кристофано Малвецци.
С 1596 г. был капельмейстером Пизанского собора, а затем занимал ту же должность при дворе Медичи и в флорентийском соборе Санта-Мария-дель-Фьоре (с 1598 по 1599).
Созданная им музыка для свадеб семейства Медичи и флорентийских карнавалов утеряна, но сохранившиеся мадригалы (1594, 1598) и произведения духовной музыки — высокого качества.
В числе его известных учеников Марко да Гальяно, композитор, сыгравший важную роль в истории ранней оперы.

## Важнейшие сочинения
- II primo libro de Madrigali 5 voci (1594)
- II secondo libro de Madrigali 5 voci (1598)
- хор 3 и 4 Il Rapimento di Cefalo
- Симфония № 5 си-бемоль мажор, D. 485